# Тъмнозелен ара
Тъмнозелен ара (Orthopsittaca manilatus) е вид птица от семейство Папагалови (Psittacidae), единствен представител на род Orthopsittaca.

## Разпространение и местообитание
Разпространен е в Боливия, Бразилия, Венецуела, Гвиана, Еквадор, Колумбия, Перу, Суринам, Тринидад и Тобаго и Френска Гвиана.